# Daniel Kapp
Daniel Kapp (* 28. April 1968 in Kigali, Ruanda) ist ein deutsch-US-amerikanischer Unternehmer, PR-Berater und Kommunikationsexperte. Zwischen 2000 und 2011 war Kapp Pressesprecher verschiedener österreichscher Regierungsmitglieder der österreichischen Volkspartei, zuletzt von Finanzminister Josef Pröll.

## Werdegang
Kapp verbrachte seine Kindheit in Ruanda, Sambia, Malaysia und Burma, besuchte anschließend in Bonn das Collegium Josephinum sowie das Aloisiuskolleg und studierte ohne Abschluss schließlich Geschichte an der Universität Wien. Mit einem Stipendium des David Herzog Fonds forschte er 1996 am Central Archive for the History of the Jewish People zu den sogenannten Kasztner Transporten, Deportationen ungarischer Juden nach Wien und das damalige Niederdonau im Jahr 1944. Seine Mutter ist die aus Chicago stammende Menschenrechtsaktivistin, Ethonolgin und Burma-Expertin Miriam Kapp, sein Vater ein deutscher Diplomat.
Zunächst Mitarbeiter der EU-Abgeordneten Agnes Schierhuber, arbeitete Kapp ab dem Jahr 2000 im Landwirtschafts- und Umweltministerium als Pressesprecher für Wilhelm Molterer und ab 2003 für Josef Pröll (alle ÖVP), dem er 2008 ins Bundesministerium für Finanzen folgte. Kapp ist Mitglied des ÖVP Bauernbundes. Nach dem Rücktritt von Josef Pröll im Jahr 2011 zog sich auch Kapp aus der Politik zurück. Er gilt als enger Vertrauter Prölls und wurde in den Medien als dessen „alter ego“ bezeichnet.
Im Landwirtschafts- und Umweltministerium arbeitete er zunächst als Pressesprecher für Wilhelm Molterer und ab 2003 für Josef Pröll (beide ÖVP), dem er 2008 ins Finanzministerium folgte. Nach dem Rücktritt von Josef Pröll im Jahr 2011 zog sich auch Kapp aus der Politik zurück, galt aber noch Jahre später als enger Vertrauter des gleichaltrigen Pröll.
Kapp arbeitete anschließend zunächst als Direktor im Wiener Büro der britischen Strategieberatung Brunswick Group LLP. Später machte er sich mit einer eigenen PR-Beratungsfirma selbständig.
Im Zuge des Nationalratswahlkampfes 2017 wurde Kapp vom damaligen österreichischen Bundeskanzler Christian Kern für seine Beratertätigkeit für den ukrainischen Oligarchen  Dmytro Firtasch öffentlich kritisiert. Kapp galt laut Medienberichten als Überbringer geleakter SPÖ-Papiere an Medien, die mit ihren Berichten darüber die Silberstein-Affäre publik machten.
Kapp ist Generalsekretär der Österreichischen Gesellschaft der Freunde der Hebräischen Universität Jerusalem und gemeinsam mit Danielle Spera Jury-Mitglied des von der Botschaft des Staates Israel verliehen „Israel Friendship Award“. Er sitzt im Beirat der European Jewish Association.
Medienberichten zufolge spielte Daniel Kapp gemeinsam mit Peter Launsky-Tieffenthal eine zentrale Rolle bei der Freilassung der österreichisch-israelischen Hamas-Geisel Tal Shoham, der nach dem Angriff der Hamas vom 7. Oktober 2023 nach Gaza verschleppt worden war. Dafür erhielt er einen Sonderpreis des Israel Friendship Award 2025 dür seine Rolle bei der Befreiung von Tal Shoham.

## Auszeichnungen
Im Jahr 2015 wurde Kapp der Theodor Herzl Preis der Zionistischen Föderation Österreichs für „unermüdliche und idealistische zionistische Aktivität sowie die Förderung des Verständnisses der österreichischen Zivilgesellschaft und Politik für die Bedürfnisse Israels“ verliehen.

## Kontroversen
In seiner Funktion als Pressesprecher des österreichischen Finanzministers und ÖVP-Chefs Josef Pröll, geriet Kapp 2010 in die Kritik im Zusammenhang mit einem „Zeit im Bild“-Beitrag des ORF. Der Beitrag berichtete über angebliche Arbeitsgruppen im Finanzministerium zur höheren Besteuerung des 13. und 14. Monatsgehalts, basierend auf Aussagen eines anonymen Beamten. Kapp bezeichnete die Geschichte als „frei erfunden“ und warf dem ORF schlechten Journalismus oder politische Motivation vor. ORF-Informationsdirektor Elmar Oberhauser wies die Kritik zurück und warf Kapp vor, versucht zu haben, die Ausstrahlung des Beitrags zu verhindern, was als Eingriff in die journalistische Unabhängigkeit gewertet wurde. Ebenso teilte Oberhauser mit: „Der gesendete ZiB-Beitrag sei im Unterschied zu den Behauptungen von Pröll-Pressesprecher Kapp ‚sauber recherchiert und ein mit der Materie befasster ÖVP-Experte hatte auch Gelegenheit, im Beitrag dazu Stellung zu nehmen‘.“
Kapp äußert sich regelmäßig auf der Plattform X zur Medienberichterstattung über Israel und den Gazastreifen. Dabei kritisiert er Journalisten wie Raimund Löw (Falter), Karim El-Gawhary (ORF) und Florian Scheuba, denen er eine einseitige oder Israel-kritische Berichterstattung vorwirft. Besonders kontrovers war seine Aussage, dass Löw „tote Juden nicht sehr zu rühren scheinen“, was Falter-Chefredakteur Florian Klenk dazu veranlasste Kapp um die Löschung dieses Posts aufzufordern.

## Privates
Daniel Kapp ist jüdischen Glaubens. Seine Mutter ist die aus Chicago stammende Menschenrechtsaktivistin, Ethonolgin und Burma-Expertin Miriam Kapp, sein Vater ein deutscher Diplomat.